# ゲラルド・ファン・スウィーテン

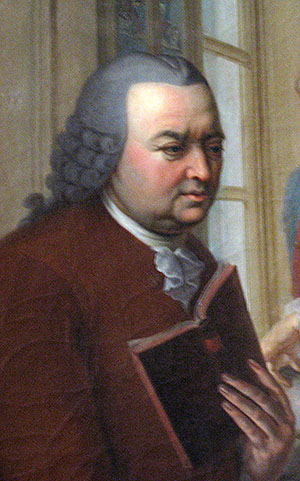
Gerard van Swieten

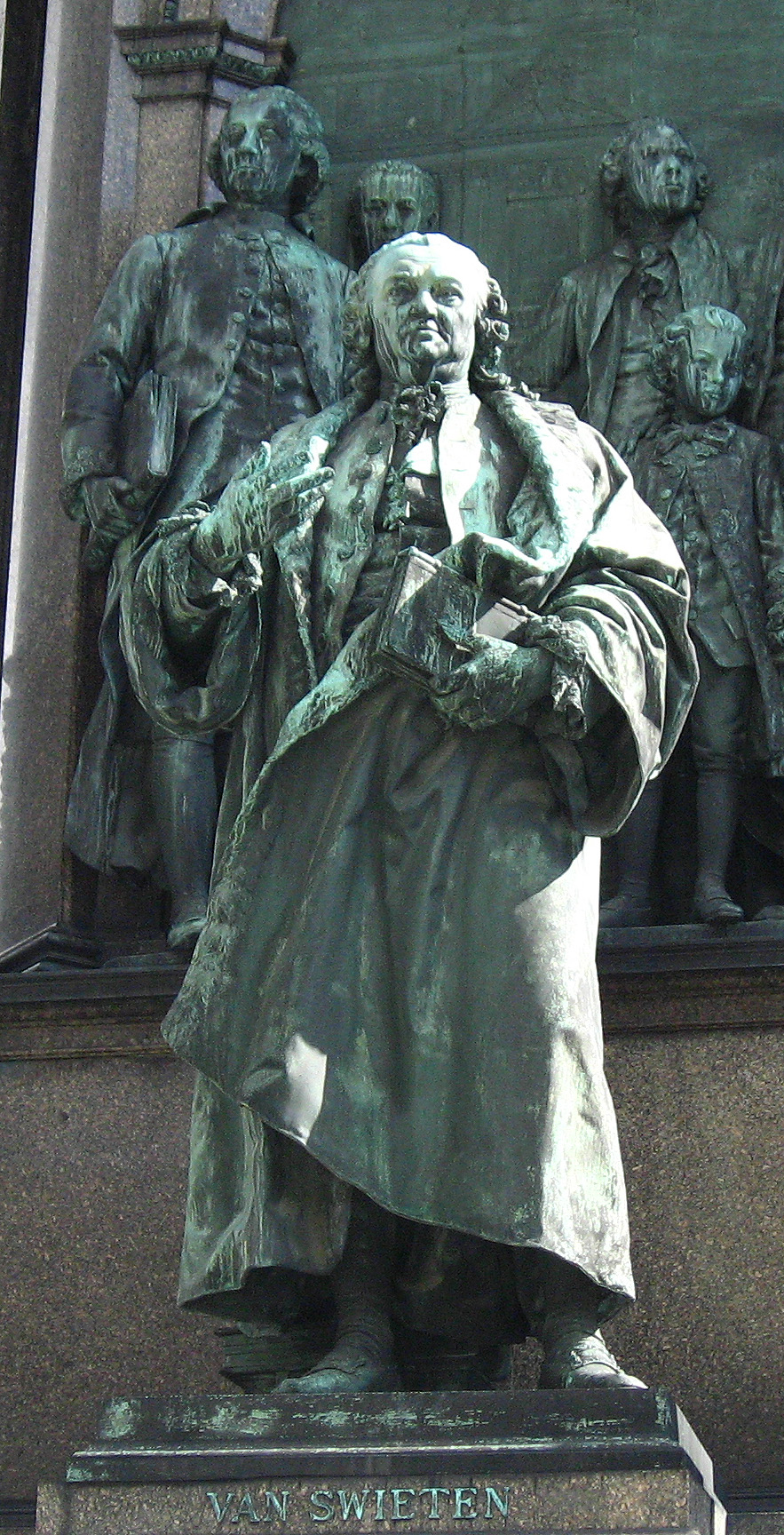
マリア・テレジア記念碑の台座の前のスウィーテンの像

ゲラルド・ファン・スウィーテン（Gerard van Swieten、1700年5月7日 - 1772年6月18日）は、オランダ生まれでオーストリアで活躍した医師である。臨床医学の大家で、オーストリアに招かれ、「旧ウィーン学派」と呼ばれる学派をつくった。

## 生涯
ライデンに生まれた。ヘルマン・ブールハーフェに学び、1745年、オーストリアのマリア・テレジアの侍医として招かれ、オーストリアの病院や医学教育の改革を行った。植物園や化学実験室を設立し、臨床医術を導入した。1745年にはマリア・テレジアの帝国図書館の司書も務めた。日本との関わりにおいては、坪井信道が翻訳した『万病治準』はブールハーヴェの著書にスウィーテンが注釈を加えた著書である。
医学活動のかたわら、検閲制度の改革を指揮し、従来イエズス会が行っていた検閲から、イエズス会を駆逐し科学的、実用的な観点からの検閲制度の変革をめざした。
迷信との戦いにおいて、マリア・テレジアの命令によって吸血鬼伝説の調査を命じられ、報告書を書き、ブラム・ストーカーの小説『吸血鬼ドラキュラ』の吸血鬼ハンターのヴァン・ヘルシングのモデルに凝されることもある。1718年のオスマン帝国との最後の戦いの後、オーストリア領となった北セルビアやボスニアに入植した農民の間に1730年頃ころまで吸血鬼伝説が広まった。1755年に現地に派遣され、吸血鬼伝説が無知からくる迷信であり根絶されねばならないものであると結論した。Abhandlung des Daseyns der Gespensterで吸血鬼伝説を生んだ自然現象を発酵現象や酸素不足で説明した。
1749年にイギリスの王立協会の会員に選ばれ、1751年にスウェーデン王立科学アカデミーの外国人会員に選ばれた。
息子のゴットフリート・ファン・スウィーテンは役人となり、ハイドンやモーツァルトら作曲者のパトロンとして知られる。

## 著書
- Commentaria in Hermanni Boerhaave aphorismos de cognoscendis et curandis morbis, 5巻; 1742–1772
- Constitutiones epidemicae, 2 Bände; 1782 herausgegeben
- Epidemieen und Krankengeschichten; 1785